# Мощунка
Мощу́нка (Мощун) — річка в Україні, в межах Вишгородського і Києво-Святошинського районів Київської області (неподалік від північно-західної околиці Києва). Права притока Ірпіня (басейн Дніпра). 
Довжина 10 км, площа водозбору 54 км². Ширина заплави бл. 100 м. Живиться опадами і ґрунтовими водами. 
Протікає лісистою місцевістю і через село Мощун. Впадає в Ірпінь за 26 км від його гирла.